# Казахстанско-руандийские отношения
Казахстанско-руандийские отношения — двусторонние дипломатические отношения между Казахстаном и Руандой. Отношения были установлены 10 мая 2012 года.

## История
Дипломатические отношения между странами были установлены 10 мая 2012 года.
26—27 сентября 2024 года по приглашению казахстанской стороны в Астану приезжала руандийская делегация во главе со специальным посланником президента Руанды — генералом-майором Жаном Полем Ньирубутамой.
Также 17—20 марта 2025 года по приглашению Министерства обороны Казахстана, делегация Министерства обороны Руанды во главе с начальником Департамента оборонных закупок полковником Рутебукой посетила Казахстан.

## Визиты президентов
Первый визит президента Казахстана Нурсултана Назарбаева в Руанду состоялся в 2015 году. Обсуждались перспективы развития двустороннего торгово-экономического сотрудничества.
Первый визит в Казахстан президента Руанды Поля Кагаме состоялся 21 сентября 2015 года. Следующий визит президента в Казахстан состоялся 28 мая 2025 года. Стороны обсудили перспективы отношений в политической, торгово-экономической, транспортно-логистической, аграрной сферах и цифровизации.